# Peeter Munitsõn
Peeter Munitsõn (* 9. November 1965 in Tartu) ist ein estnischer Badmintonspieler. 

## Karriere
Peeter Munitsõn siegte 1982 erstmals bei den nationalen Titelkämpfen in der Estnischen SSR. Bis 2000 gewann er insgesamt zehn Titel in seiner Heimat, davon sieben im Doppel, zwei im Mixed und einen im Einzel.

## Sportliche Erfolge
| Saison | Veranstaltung                  | Disziplin    | Platz | Name                            |
| ------ | ------------------------------ | ------------ | ----- | ------------------------------- |
| 1982   | Estland: Einzelmeisterschaften | Herrendoppel | 1     | Henry Aljand / Peeter Munitsõn  |
| 1983   | Estland: Einzelmeisterschaften | Herreneinzel | 1     | Peeter Munitsõn                 |
| 1983   | Estland: Einzelmeisterschaften | Herrendoppel | 1     | Ain Matvere / Peeter Munitsõn   |
| 1986   | Estland: Einzelmeisterschaften | Mixed        | 1     | Peeter Munitsõn / Mare Reinberg |
| 1986   | Estland: Einzelmeisterschaften | Herrendoppel | 1     | Peeter Munitsõn / Andres Ojamaa |
| 1987   | Estland: Einzelmeisterschaften | Mixed        | 1     | Peeter Munitsõn / Mare Reinberg |
| 1988   | Estland: Einzelmeisterschaften | Herrendoppel | 1     | Andres Ojamaa / Peeter Munitsõn |
| 1989   | Estland: Einzelmeisterschaften | Herrendoppel | 1     | Andres Ojamaa / Peeter Munitsõn |
| 1999   | Estland: Einzelmeisterschaften | Herrendoppel | 1     | Heiki Sorge / Peeter Munitsõn   |
| 2000   | Estland: Einzelmeisterschaften | Herrendoppel | 1     | Heiki Sorge / Peeter Munitsõn   |

## Referenzen
- http://www.spordiinfo.ee/esbl/biograafia/Peeter_Munits%F5n

| Personendaten    | Personendaten               |
| ---------------- | --------------------------- |
| NAME             | Munitsõn, Peeter            |
| KURZBESCHREIBUNG | estnischer Badmintonspieler |
| GEBURTSDATUM     | 9. November 1965            |
| GEBURTSORT       | Tartu                       |